# (6357) Glushko
(6357) Glushko (1976 SK3) – planetoida z pasa głównego asteroid okrążająca Słońce w ciągu 5,2 lat w średniej odległości 3 j.a. Odkryta 24 września 1976 roku.